# Falafel

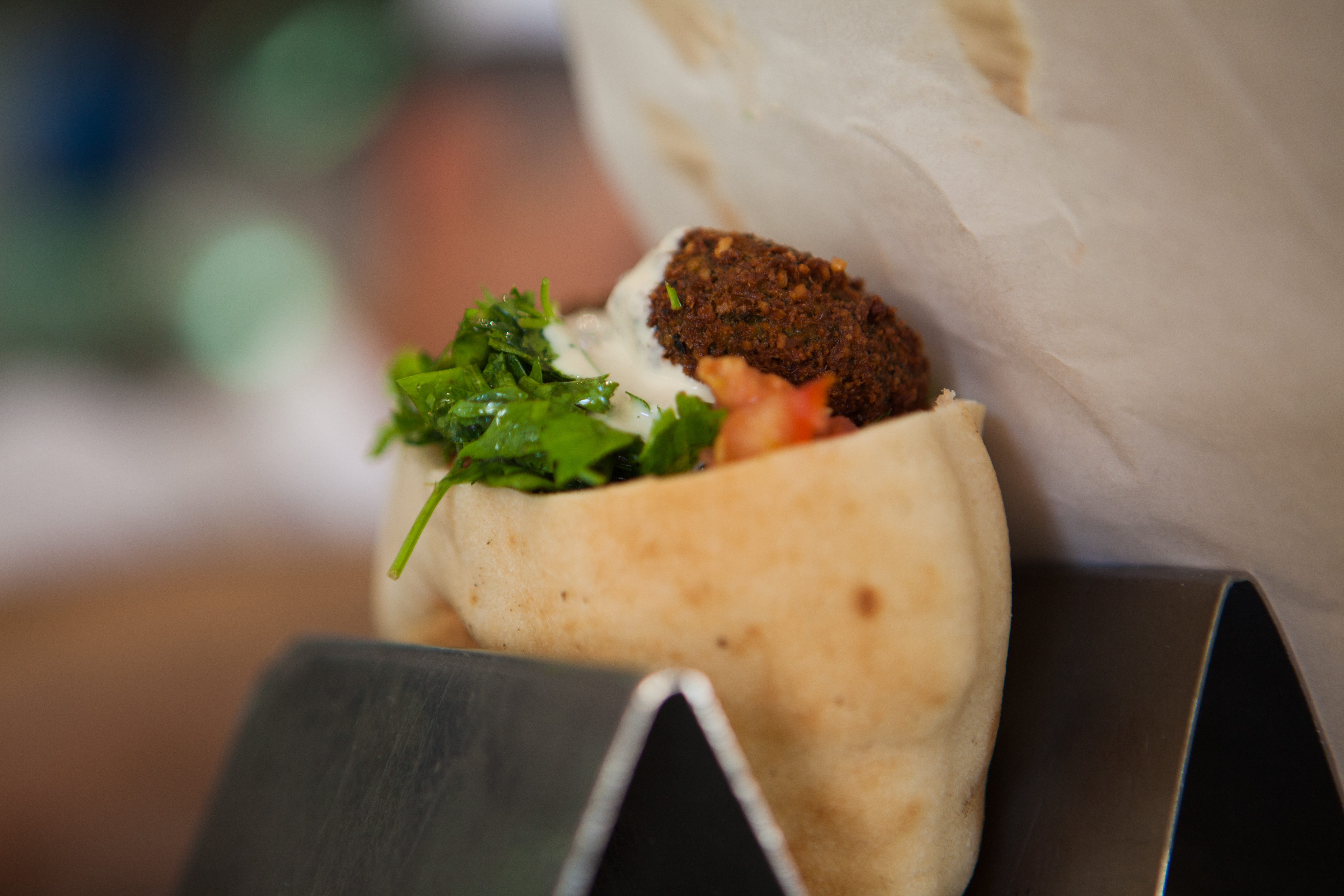
Falafel och grönsaker i bröd.

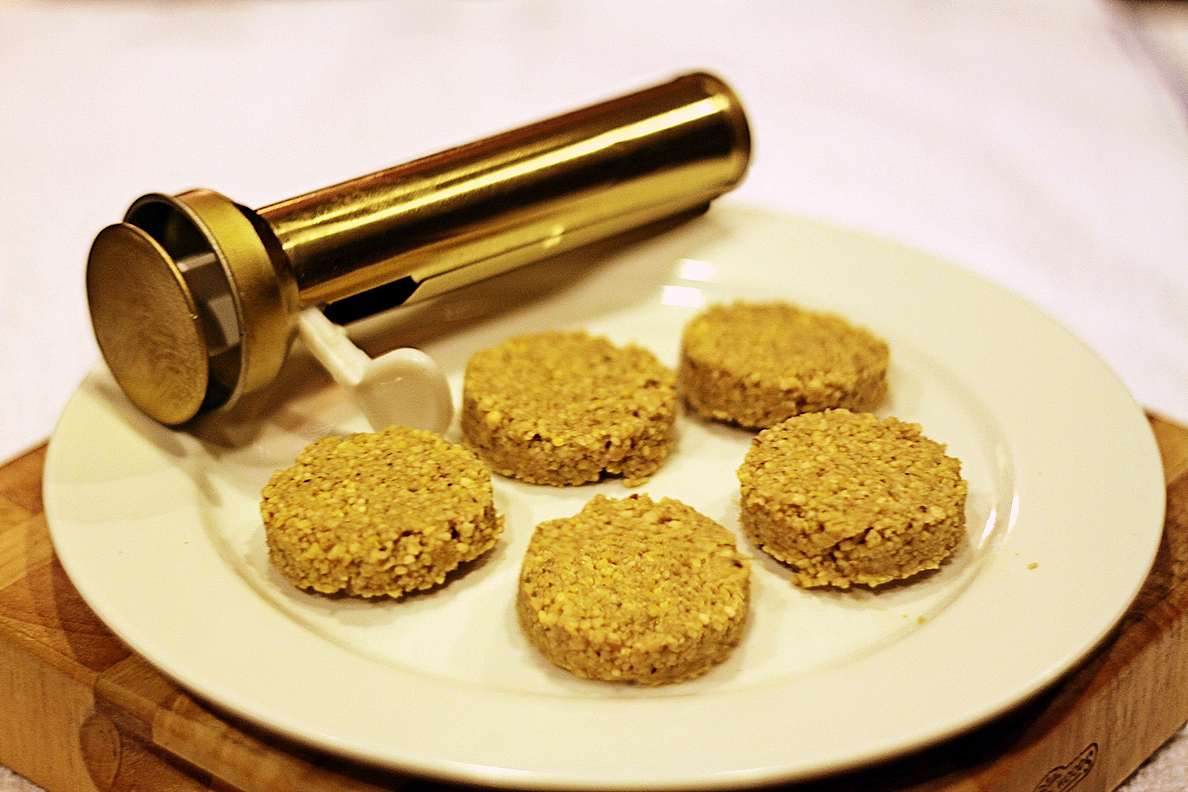
Råa falafelpuckar och en falafelpress, aleb falafel.

Falafel eller falaffel (arabiska: فلافل, falafil, pepparkorn; svenska plural: falaflar eller falafflar) är en vegetarisk maträtt som är vanlig i Mellanöstern. Den består av friterade bollar oftast gjorda i huvudsak på kikärtor, lök, färsk persilja och/eller korianderblad och kryddor. Falafel serveras ofta i pitabröd eller invikt i tunnbrödet lavash tillsammans med grönsaker och hummus eller olika såser på restauranger, pizzerior och gatukök. Maträtten förekommer även i en variant serverad med pommes frites eller ris i stället för bröd, då kallad falafeltallrik. Falafeln är vanlig som en av smårätterna i buffé eller mezetallrik.

## Etymologi
Namnets ursprung är omtvistat, flera regioner i Mellanöstern tar åt sig äran för maträtten och därmed ordet. Ordet falafel används både på de friterade kikärtsbullarna och i överförd mening hela rätten när den är serverad i bröd. Den mest vedertagna uppfattningen är att ordets ursprung är arabiskans فلافل (falāfil), pluralformen av فلفل (filfil), 'het peppar', vilket i adjektivform även kan betyda "något fluffigt", troligen från sanskritordet पिप्पल (pippalī), lång peppar.

## Historik
Det finns olika åsikter om falafelns ursprung. Det troligaste är att den härstammar från Egypten. I Egypten motsvaras den av tameya där ingrediensen är bondbönor. Rätten är populär i hela Mellanöstern och i till exempel Egypten har McDonalds serverat "McFalafel". Troligen spreds rätten från Egypten till Mellanöstern medan bondbönorna i receptet ersattes av kikärtor.

### Falafeln i Israel
Falafeln, hebreiska: פלאפל, fick ett stort genomslag redan hos de första judiska pionjärerna som kom till Palestina i slutet av 1800-talet. De judiska bosättarna ville lämna den europeiska mattraditionen bakom sig eftersom de uppfattade den som borgerlig medan falafeln sågs som en lokal kulturrätt. Senare under striderna i samband med Israels självständighetsförklaring 1948 blev falafeln israelernas viktigaste proteinkälla på grund av köttransoneringar. Falafeln blev ett populärt mål både i armén, restauranger, gatukök och på flygbolaget El Als meny. Den har blivit ansedd som Israels nationalrätt.

### Falafeln i Sverige
Malmö har utsett sig till falafelns huvudstad i Sverige.Den restaurangkedja som gav falafeln stor spridning i Malmö var Falafel No. 1 som grundades av Ahmad Iskandarani som flytt med sina föräldrar och syskon från kriget i Libanon i mitten av 1980-talet. Fadern Sadou Iskandarani hade två falafelstånd i Libanon. När Sydsvenskan utsåg falaflarna i hans falafelvagn till Malmös bästa år 1998 expanderade han med hjälp av sina bröder. I samtliga serveringar och vagnar som drivs av Falafel No. 1 finns ett centralt placerat fotografi av, den nu bortgångne, Sadou Iskandarani som är farfar till flera av traktörerna.